# Олов'яннинське міське поселення
Олов'я́ннинське міське поселення (рос. Оловяннинское городское поселение) — міське поселення у складі Олов'яннинського району Забайкальського краю Росії.
Адміністративний центр та єдиний населений пункт — селище міського типу Олов'янна.

## Населення
Населення міського поселення становить 7474 особи (2019; 8650 у 2010, 9033 у 2002).

## Склад
До складу міського поселення входять:
| Населений пункт                 | Населення, осіб (2002) | Населення, осіб (2010) |
| ------------------------------- | ---------------------- | ---------------------- |
| Оловорудник, селище             | 66                     | 42                     |
| Олов'янна, селище міського типу | 8621                   | 8406                   |
| Топольовка, селище              | 346                    | 202                    |